# Hasarius trivialis
Hasarius trivialis là một loài nhện trong họ Salticidae.
Loài này thuộc chi Hasarius. Hasarius trivialis được Tord Tamerlan Teodor Thorell miêu tả năm 1877.